# Kuvait az 1984. évi nyári olimpiai játékokon
Kuvait az egyesült államokbeli Los Angelesben megrendezett 1984. évi nyári olimpiai játékok egyik részt vevő nemzete volt. Az országot az olimpián 5 sportágban 23 sportoló képviselte, akik érmet nem szereztek.

## Atlétika
Férfi
| Versenyző        | Versenyszám | Előfutam | Előfutam | Előfutam | Elődöntő | Elődöntő | Elődöntő | Döntő   | Döntő    |
| Versenyző        | Versenyszám | Idő      | Hely.    | Össz.    | Idő      | Hely.    | Össz.    | Idő     | Helyezés |
| ---------------- | ----------- | -------- | -------- | -------- | -------- | -------- | -------- | ------- | -------- |
| Naji Mubarak     | 110 m gát   | 14,56    | 5.       | 20.      | kiesett  | kiesett  | kiesett  | kiesett | kiesett  |
| Jasem Al-Dowaila | 400 m gát   | 51,45    | 5.       | 35.      | kiesett  | kiesett  | kiesett  | kiesett | kiesett  |

## Cselgáncs
| Versenyző        | Versenyszám  | Csoport | Selejtező             | 32-es főtábla                    | Nyolcaddöntő         | Negyeddöntő       | Elődöntő          | Vigaszág nyolcaddöntő | Vigaszág negyeddöntő | Vigaszág elődöntő | Bronz- mérkőzés   | Döntő             | Helyezés |
| Versenyző        | Versenyszám  | Csoport | Ellenfél Eredmény     | Ellenfél Eredmény                | Ellenfél Eredmény    | Ellenfél Eredmény | Ellenfél Eredmény | Ellenfél Eredmény     | Ellenfél Eredmény    | Ellenfél Eredmény | Ellenfél Eredmény | Ellenfél Eredmény | Helyezés |
| ---------------- | ------------ | ------- | --------------------- | -------------------------------- | -------------------- | ----------------- | ----------------- | --------------------- | -------------------- | ----------------- | ----------------- | ----------------- | -------- |
| Adel Al-Najadah  | Harmatsúly   | A       | Brad Farrow (CAN) · V | kiesett                          | kiesett              | kiesett           | kiesett           |                       |                      |                   |                   |                   | 33.      |
| Yousuf Al-Hammad | Könnyűsúly   | A       |                       | Jean Claude N'Guessan (CIV) · GY | Mike Swain (USA) · V | kiesett           | kiesett           |                       |                      |                   |                   |                   | 13.      |
| Sayed Al-Tubaikh | Váltósúly    | A       | erőnyerő              | Brett Barron (USA) · GY          | Neil Adams (GBR) · V | kiesett           | kiesett           |                       |                      |                   |                   |                   | 20.      |
| Hussain Shareef  | Középsúly    | A       |                       | Eduardo Novoa (CHI) · V          | kiesett              | kiesett           | kiesett           |                       |                      |                   |                   |                   | 18.      |
| Tareq Al-Ghareeb | Félnehézsúly | A       |                       | erőnyerő                         | Leo White (USA) · V  | kiesett           | kiesett           |                       |                      |                   |                   |                   | 13.      |

## Műugrás
Férfi
| Versenyző         | Versenyszám        | Selejtező | Selejtező | Döntő   | Döntő    |
| Versenyző         | Versenyszám        | Pont      | Helyezés  | Pont    | Helyezés |
| ----------------- | ------------------ | --------- | --------- | ------- | -------- |
| Majed Al-Taqi     | Egyéni műugrás     | 299,16    | 30.       | kiesett | kiesett  |
| Abdullah Abuqrais | Egyéni műugrás     | 312,24    | 29.       | kiesett | kiesett  |
| Abdullah Abuqrais | Egyéni toronyugrás | 342,03    | 22.       | kiesett | kiesett  |

## Úszás
Férfi
| Versenyző         | Versenyszám    | Előfutam | Előfutam | Előfutam | Döntő   | Döntő   | Döntő   | Helyezés |
| Versenyző         | Versenyszám    | Idő      | Hely.    | Össz.    | Típus   | Idő     | Hely.   | Helyezés |
| ----------------- | -------------- | -------- | -------- | -------- | ------- | ------- | ------- | -------- |
| Khaled Al-Assaf   | 100 m gyors    | 56,91    | 7.       | 59.      | kiesett | kiesett | kiesett | kiesett  |
| Isaac Atish Wa-El | 100 m mell     | 1:16,51  | 8.       | 49.      | kiesett | kiesett | kiesett | kiesett  |
| Ahmad Al-Hahdoud  | 100 m mell     | 1:13,01  | 7.       | 47.      | kiesett | kiesett | kiesett | kiesett  |
| Ahmad Al-Hahdoud  | 200 m mell     | 2:37,63  | 7.       | 41.      | kiesett | kiesett | kiesett | kiesett  |
| Faisal Marzouk    | 100 m pillangó | 1:02,00  | 7.       | 44.      | kiesett | kiesett | kiesett | kiesett  |
| Adel Al-Ghaith    | 100 m pillangó | 1:04,62  | 7.       | 48.      | kiesett | kiesett | kiesett | kiesett  |

## Vívás
Férfi
| Versenyző                                                                        | Versenyszám       | Selejtező | Selejtező | Selejtező | Selejtező | Selejtező         | Selejtező | Főtábla           | Főtábla           | Vigaszág          | Vigaszág          | Negyeddöntő       | Elődöntő          | Döntő             | Helyezés |
| Versenyző                                                                        | Versenyszám       | 1. kör | 1. kör    | 2. kör | 2. kör    | 3. kör            | 3. kör    | 1. kör            | 2. kör            | 1. kör            | 2. kör            | Negyeddöntő       | Elődöntő          | Döntő             | Helyezés |
| Versenyző                                                                        | Versenyszám       | Ellenfél Eredmény | Hely.     | Ellenfél Eredmény | Hely.     | Ellenfél Eredmény | Hely.     | Ellenfél Eredmény | Ellenfél Eredmény | Ellenfél Eredmény | Ellenfél Eredmény | Ellenfél Eredmény | Ellenfél Eredmény | Ellenfél Eredmény | Helyezés |
| -------------------------------------------------------------------------------- | ----------------- | --- | --------- | --- | --------- | ----------------- | --------- | ----------------- | ----------------- | ----------------- | ----------------- | ----------------- | ----------------- | ----------------- | -------- |
| Khaled Al-Awadhi                                                                 | Tőr, egyéni       | 9. csoport · Caj Hszing-hsziang (Tsai Shing-Hsiang) (TPE) · 5–4 · Ahmed Diab (EGY) · 5–3 · Kuki Péter (ROU) · 5–3 · Mike McCahey (USA) · 3–5 · Peter Joos (BEL) · 3–5     | 4.        | 6. csoport · Mike McCahey (USA) · 1–5 · Umezava Kenicsi (JPN) · 4–5 · Bill Gosbee (GBR) · 3–5 · Robert Blaschka (AUT) · 4–5                                                                   | 5.        | kiesett           | kiesett   | kiesett           | kiesett           | kiesett           | kiesett           | kiesett           | kiesett           | kiesett           | 37.      |
| Ahmed Al-Ahmed                                                                   | Tőr, egyéni       | 5. csoport · James Kreglo (ISV) · 5–2 · Edgardo Díaz (PUR) · 4–5 · Joachim Wendt (AUT) · 1–5 · José Rafael Magallanes (VEN) · 4–5 · Matthias Gey (FRG) · 0–5              | 5.        | kiesett | kiesett   | kiesett           | kiesett   | kiesett           | kiesett           | kiesett           | kiesett           | kiesett           | kiesett           | kiesett           | 44.      |
| Kifah Al-Mutawa                                                                  | Tőr, egyéni       | 10. csoport · Lai Yee Lap (HKG) · 1–5 · Bilal Rifaat (EGY) · 4–5 · Thierry Soumagne (BEL) · 2–5 · Greg Massialas (USA) · 3–5 · Bill Gosbee (GBR) · 4–5                    | 6.        | kiesett | kiesett   | kiesett           | kiesett   | kiesett           | kiesett           | kiesett           | kiesett           | kiesett           | kiesett           | kiesett           | 52.      |
| Mohamed Al-Thuwani                                                               | Párbajtőr, egyéni | 4. csoport · Marcelo Magnasco (ARG) · 3–5 · Michel Dessureault (CAN) · 5–4 · Björne Väggö (SWE) · 3–5 · Alexander Pusch (FRG) · 3–5                                       | 4.        | 2. csoport · Gabriel Nigon (SUI) · 5–2 · Lee Shelley (USA) · 1–5 · John Llewellyn (GBR) · 2–5 · Elmar Borrmann (FRG) · 2–5 · Michel Dessureault (CAN) · 0–5                                   | 6.        | kiesett           | kiesett   | kiesett           | kiesett           | kiesett           | kiesett           | kiesett           | kiesett           | kiesett           | 41.      |
| Kazem Hasan                                                                      | Párbajtőr, egyéni | 12. csoport · Kim Szongmun (Kim Seong-Mun) (KOR) · 0–5 · John Hugo Pedersen (NOR) · 5–2 · David Cocker (NZL) · 5–2 · Sandro Cuomo (ITA) · 5–4 · Gabriel Nigon (SUI) · 3–5 | 2.        | 4. csoport · Caj Hszing-hsziang (Tsai Shing-Hsiang) (TPE) · 4–5 · Kim Szongmun (Kim Seong-Mun) (KOR) · 2–5 · Steven Paul (GBR) · 3–5 · Jerri Bergström (SWE) · 3–5 · Daniel Giger (SUI) · 1–5 | 6.        | kiesett           | kiesett   | kiesett           | kiesett           | kiesett           | kiesett           | kiesett           | kiesett           | kiesett           | 43.      |
| Osama Al-Khurafi                                                                 | Párbajtőr, egyéni | 11. csoport · Denis Cunningham (HKG) · 5–2 · Hannes Lembacher (AUT) · 4–5 · Bård Vonen (NOR) · 4–5 · Stefano Bellone (ITA) · 2–5 · Philippe Riboud (FRA) · 2–5            | 6.        | kiesett | kiesett   | kiesett           | kiesett   | kiesett           | kiesett           | kiesett           | kiesett           | kiesett           | kiesett           | kiesett           | 54.      |
| Ahmed Al-Ahmed Khaled Al-Awadhi Kifah Al-Mutawa Mohamed Ghaloum                  | Tőr, csapat       | 4. csoport · Belgium (BEL) · 1–9 · Kína (CHN) · 3–9 · Libanon (LIB) · mérkőzés nélkül                                                                                     | 3.        | |           |                   |           |                   |                   |                   |                   | kiesett           | kiesett           | kiesett           | 11.      |
| Osama Al-Khurafi Abdul Nasser Al-Sayegh Ali Hasan Kazem Hasan Mohamed Al-Thuwani | Párbajtőr, csapat | 4. csoport · Svédország (SWE) · 2–9 · Dél-Korea (KOR) · 2–9 · Svájc (SUI) · 3–9                                                                                           | 4.        | |           |                   |           |                   |                   |                   |                   | kiesett           | kiesett           | kiesett           | 14.      |